# Saint-Aulais-la-Chapelle
Saint-Aulais-la-Chapelle is een gemeente in het Franse departement Charente (regio Nouvelle-Aquitaine) en telt 244 inwoners (2004). De plaats maakt deel uit van het arrondissement Cognac.

## Geografie
De oppervlakte van Saint-Aulais-la-Chapelle bedraagt 14,7 km², de bevolkingsdichtheid is 16,6 inwoners per km².
De onderstaande kaart toont de ligging van Saint-Aulais-la-Chapelle met de belangrijkste infrastructuur en aangrenzende gemeenten.

## Demografie
Onderstaande figuur toont het verloop van het inwonertal (bron: INSEE-tellingen).